# کیمبل (داکوتای جنوبی)
کیمبل(به انگلیسی: Kimball) شهری در ایالت داکوتای جنوبی کشور ایالات متحده آمریکا است که جمعیت آن در سرشماری سال ۲۰۱۰ میلادی، ۷۰۳ نفر بوده‌است.